# Fliers
Pour les articles homonymes, voir Fliers (homonymie).
Le Fliers est une rivière du nord de la France (département du Pas-de-Calais), affluent de l'Authie.

## Géographie
Le Fliers prend sa source sur le territoire de la commune d'Airon-Notre-Dame, puis, après un cours orienté nord-sud de 10 kilomètres, se jette dans l'Authie au niveau de son estuaire à Waben. La position de son exutoire le font considérer, par certains organismes (le SANDRE), comme un fleuve côtier; en revanche, les institutions gérant le bassin versant de l'Authie le considèrent comme faisant partie intégrante de ce dernier et donc simple tributaire. Le Fliers draine la zone marécageuse comprise entre l'alignement dunaire littoral de Merlimont et un second alignement, à quelques kilomètres des terres, de dunes stabilisées, en partie couverte de pins et de gazon.
Le terme Fliers, qui a pour origine le terme flamand vliet signifiant petite rivière, désigne en réalité 2 cours d'eau : l'affluent de l'Authie étudié ici et qualifié de Fliers branche droite et son seul tributaire important, le Fliers branche gauche, long de 4,1 km, qui conflue avec lui sur le territoire de Verton.

## Histoire
Le Fliers arrose de paisibles villages qui ont rassemblé, à partir du Moyen Âge, la population vivant dans les marécages et les bas champs situés derrière le premier cordon dunaire longeant la Manche. L'arrivée du chemin de fer au milieu du XIXe siècle avec la construction de la ligne Paris - Calais (mise en service jusqu'à Boulogne-sur-Mer le 1er septembre 1848) qui longe le cours de la petite rivière allait changer la donne et permettre le développement des localités. Ce fut particulièrement le cas pour Rang-du-Fliers qui vit une gare importante s'implanter sur son territoire, puis une sucrerie employant jusqu'à 800 salariés  dans les premières années du XXe siècle. Ce dynamisme permit à ce hameau dépendant de Verton d'être érigé en commune en juillet 1870; l'inauguration d'une ligne à voie métrique en 1893 reliant Aire-sur-la-Lys à Berck renforça encore son rôle ferroviaire, Rang-du-Fliers situé à l'intersection des deux itinéraires devenant une gare de correspondance.

## Communes traversées
Le Fliers traverse les communes d'Airon-Notre-Dame, Airon-Saint-Vaast, Rang-du-Fliers, Verton, Waben et Groffliers, appartenant toutes au canton de Berck et membres de la communauté d'agglomération des Deux Baies en Montreuillois.

## Hydrologie
L'EPTB Authie a la responsabilité de gestion de l'Authie et de ses affluents, depuis juillet 2006 (...) L'état biologique de la rivière, peu satisfaisant déjà  en amont de Rang-du -Fliers (indice biotique de 3, indice de pollution de 6, classe de qualité 2) est alarmant à Groffliers (indice  biotique nul, indice de pollution 9 et classe de qualité 4 (...) en amont de l'écluse de Waben, la qualité bactériologique des eaux est  très mauvaise ; à marée basse, les valeurs impératives sont largement dépassées, dans 100 % des cas, tant pour le dénombrement des coliformes  totaux  et  fécaux que pour le dénombrement des streptocoques fécaux. À marée haute, elles le sont dans 85  % des cas. La pollution qui sévit doit faire l'objet de mesures importantes, d'autant plus qu'on peut affirmer que le Fliers présente  des inconvénients pour l'hygiène et la salubrité des agglomérations riveraines"[réf. souhaitée]

## Écologie
Selon une étude datée de 1979 et produire par l'OREAP (Organisme régional d'étude pour l'aménagement de la Picardie), le Fliers connaissait à la fin des années 1970 « une pollution importante sur les 10 derniers kilomètres de son cours  inférieur, en raison des rejets des agglomérations et industries riveraines »; 
Au début des années 2000 et en 2017 le Fliers a été (est est encore) pollué sur une partie de son cours, mais la qualité de son eau s'est améliorée sur une partie du cours, et il a fait localement l'objet d'un programme de restauration écologique.

## Étymologie
« Fliers » vient du flamand Vliet qui signifie « Petite Rivière ».

## Toponyme
Le Fliers a donné nom, notamment, aux communes de Rang-du-Fliers et de Groffliers.